# Candombe

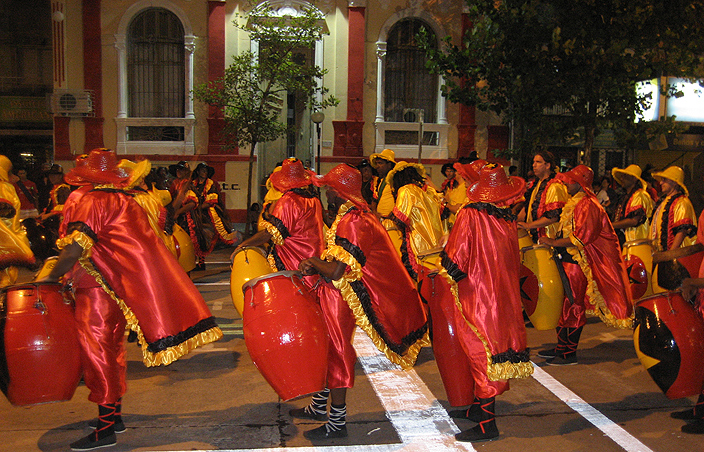
Candombe, Montevideo Uruguay

Candombe är en musikalisk genre som har sina rötter hos den afro-uruguayanska befolkningen och har spridits i Uruguay, Argentina och Brasilien. Den uruguayanska candomben är den mest praktiserade och har erkänts av Unesco som världskulturarv.

## Candombens element
Tre olika trummor används, chico, repique och piano.

### Chico
Det är den mest repetitiva trumman som bestämmer takten, den låter "pa, ra cat" där Pa är ett slag med handen och ra cat är två slag med pinnen, slagen med pinnen är olika därav ljudet, det sista slaget är mer markerat och bestämt än det första. Skinnet mäter cirka 22 cm i diameter och detta ger ett högt ljudmönster.

### Piano
Detta är basen, om chico är spåret så är pianon motorn i tåget, den har ett ljudmönster som i grunden låter " Pa tum ba. Pa tumba.
Pa är en tung hand som landar på trummans mitt. Tum är ett så kallat öppet slag där pinnen slår mot skinnet som sjunger tummmm. Ba är ljudet av handen som "släcker" det ljudet. Sedan kommer en repetition av de tre, fast lite snabbare. Skinnet mäter 40 cm i diameter och ger ett djupt och mörkt basljud.

### Repique
Detta är den mest innovativa och kreativa trumman, den har två mönster, det första en passiv roll där man spelar på trummans sida med pinnen. Ta ta ta tata. Sedan en gång som används för att fylla ut ljuden från de andra två trummorna, pa ki pa ki, paki paki, paki pakipakipakipaki. Sedan kan den improvisera och leka över de andra trummorna. Skinnet mäter cirka 30 cm och har ett ljud som förenar de andra två trummorna.